# Desportos de taco e bola

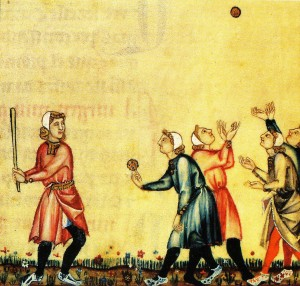
Jovens que jogam um jogo de taco e bola, manuscrito galego das Cantigas de Santa Maria, século XIII.

Desportos de taco e bola são jogos de campo que se jogam por duas equipas, em que a ação começa quando a equipa de campo lança uma bola a um jogador específico da equipa que bate, que tenta acertar na bola com um taco. Os jogos de taco e bola mais conhecidos de hoje são o basebol e o críquete, com origens comuns em jogos do século XVIII praticados na Inglaterra. 
As equipas alternam entre "bater" (ofensivo), e "defender" (função defensiva, em inglês "fielding"), também chamado "fora no campo" ou fora. Só a equipa que bate pode pontuar, mas as equipas têm oportunidades iguais em ambas as funções. O jogo está contado e não cronometrado. A ação começa quando um jogador na equipa de campo lança a bola com uma restrição definida nas regras de cada jogo. Um jogador da equipa que bate tenta atingir a bola lançada, geralmente com um taco, um instrumento regulado pelas regras do jogo. Após golpear a bola, o batedor pode tornar-se em corredor que tenta conseguir atingir um refúgio seguro ou "base". Enquanto está em contacto com uma base, o corredor está nem posição segura da equipa de campo e numa posição para pontuar. Deixar um refúgio seguro põe o corredor em perigo de ser posto fora da jogada. As equipas mudam de funções quando a equipa de campo põe a equipa que bate fora da jogada, e a maneira de fazer isto varia de jogo para jogo.
No basebol moderno, os jogadores que defendem colocam três jogadores fora. No críquete, retiram-se todos os jogadores excepto um. Em muitas formas de basebol americano ditas "townball" ou "roundball", um jogador sozinho fora faz terminar o "inning". Alguns jogos permitem múltiplos corredores, e alguns têm múltiplas bases para correr em sequência. A tacada pode ocorrer, e é iniciada a corrida numa das bases. O movimento entre aqueles "refúgios seguros" está regulado pelas regras particulares de cada desporto.

## Lista de jogos de taco e bola

### Desportos mais comuns
- Basebol – tem quatro bases
  - Softball
- Críquete – tem dois wickets
  - 100-ball cricket
  - Test Críquete
  - Twenty20
  - T10 Liga

### Outros jogos
- Gilli Danda
- O Jogo de Massachusetts – quatro bases
- Rounders – Quatro bases
- Schlagball - Também chamado Deutschball, "pelota alemã"
- Slagbal – Quatro bases e a pelota está jogada underhand sensatos (jogados no Netherlands)
- Stickball – Pode ser variável
- Town ball – pode ser variável
- Vigoro – Dois wickets
- Vitilla - Três bases
- Wiffle ball
- Wireball
- Bete-ombro ou Plaquita